# Osek (gmina Sveta Trojica v Slovenskih goricah)
Osek – wieś w Słowenii, w gminie Sveta Trojica v Slovenskih goricah. W 2018 roku liczyła 368 mieszkańców.